# Above the Limit
Above the Limit ist ein US-amerikanischer Stummfilm aus dem Jahr 1900 der American Mutoscope and Biograph Company. Der Film wurde im November 1900 veröffentlicht. Er wurde auch als Chimmie Hicks at the Races gezeigt.

## Filminhalt
Der Film zeigt einen Mann, der bei einem Rennen wettet und dabei einmal gewinnt und einmal verliert. Jedes Mal erscheint sein Buchmacher und gibt ihm entweder seinen Gewinn oder holt sein Geld ab.

## Hintergrundinformationen
Für Charley Grapewin bedeutete dieser Kurzfilm den Beginn seiner langjährigen Hollywood-Karriere. Der Film zog eine Fortsetzung mit dem Titel Chimmie Hicks and the Rum Omelet nach sich.
Der Film wurde in die Sammlung der Library of Congress aufgenommen.